# Хмельницька міська рада
Хмельни́цька міська́ ра́да — орган місцевого самоврядування Хмельницької міської громади в Хмельницькій області.

## Загальні відомості
- Територія ради: 93,05 км²
- Населення ради: 266 612 особи (станом на 1 вересня 2014 року)
- Територією ради протікають річки Південний Буг, Плоска, Кудрянка.

## Населені пункти
Міській раді підпорядковані населені пункти:
- с. Бахматівці
- с. Березове
- с. Богданівці
- сел. Богданівці
- с. Велика Калинівка
- с. Водички
- с. Волиця
- с. Давидківці
- с. Іванківці
- с. Івашківці
- с. Климківці
- с. Колибань
- с. Копистин
- с. Мала Колибань
- с. Малашівці
- с. Масівці
- с. Мацьківці
- с. Олешин
- с. Пархомівці
- с. Пирогівці
- с. Прибузьке
- м. Хмельницький
- с. Черепівка
- с. Черепова
- с. Шаровечка

## Історія міського самоврядування у Хмельницькому
Орган місцевого самоврядування, магістрат, з'явився в містечку Проскурові у 1566 році після отримання містом Магдебурзького права. Однак впродовж тривалого часу Проскурів перебував у власності Замойських, і автономія магістрату була суттєво обмежена.
Міська реформа 1870 року змінила порядок формувань місцевих органів влади, і у січні 1880 року в Проскурові відбулися перші в історії міста вибори до міської думи. Голосувати могли не всі мешканці міста, а лише ті, хто досяг 25-річного віку та сплачував певну суму податків до скарбниці міста.
За радянської влади діяльність міськради у Проскурові розпочалася у 1923 році, керманичем міськвиконкому був призначений виходець з Росії, більшовик Олександр Руттер.
З кінця 1926 року міськвиконком очолив місцевий мешканець, колишній слюсар локомотивного депо в Гречанах Карл Кошарський.

## Приміщення міської ради

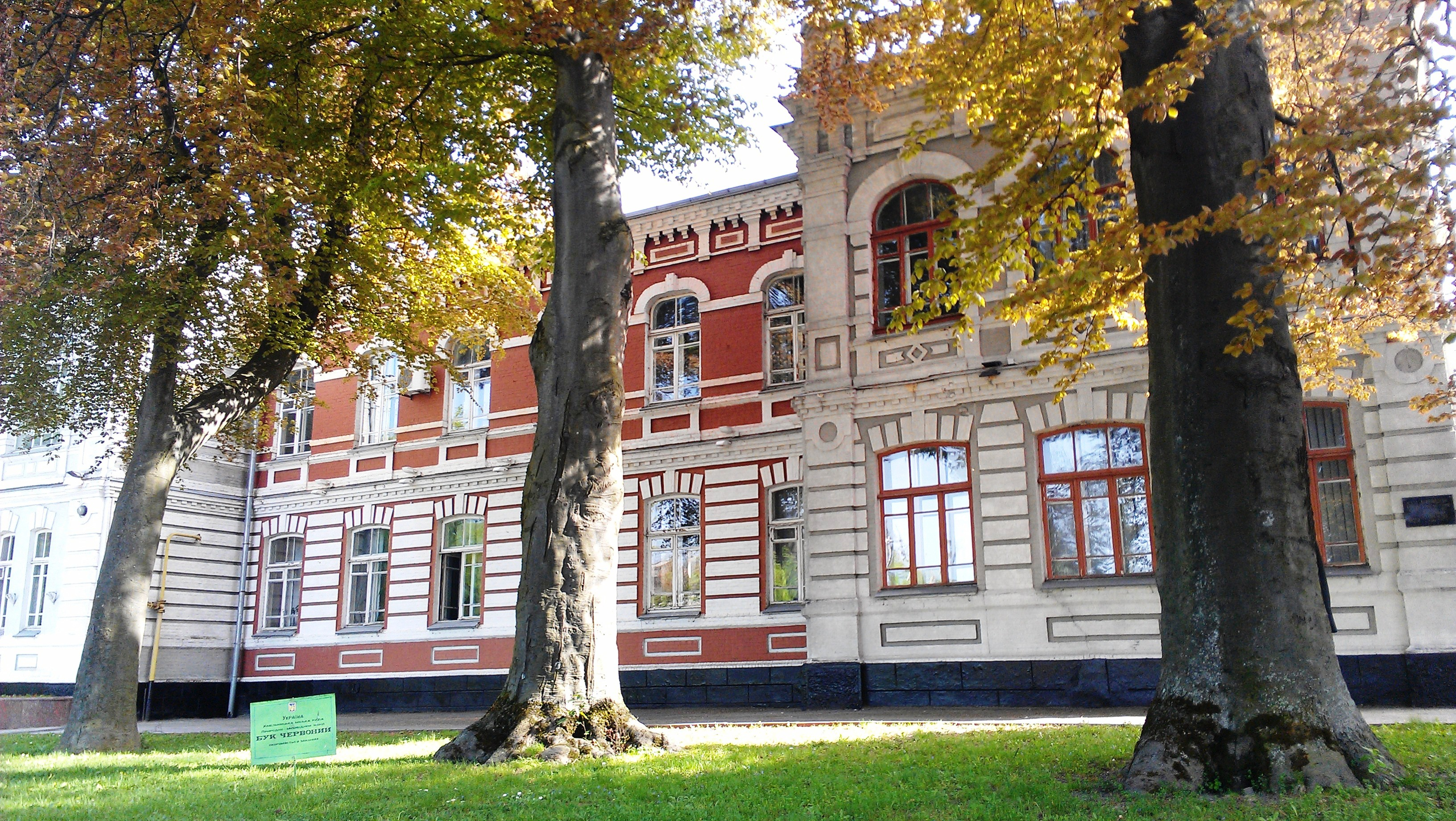
Буки червоні на вулиці Героїв Маріуполя, 3

Приміщення, де зараз розташована міська рада, було збудоване у 1904 році та спершу було приміщенням Олексіївського реального училища, названого на честь спадкоємця російського престолу цесаревича Олексія. Цього ж року біля новозбудованого приміщення було висаджено 12 червоних буків, з яких на сьогодні збереглося лише 4. Ці буки мають статус ботанічної пам'ятки природи.
Після встановлення радянської влади училище припинило своє існування. У його приміщенні була школа, комсомольські та партійні установи. З 1986 року тут розташувався Хмельницький міськвиконком.

## Склад ради
Рада складається з 42 депутатів і міського голови.
- Голова ради: Симчишин Олександр Сергійович
- Секретар ради: Діденко Віталій Васильович

### Керівний склад попередніх скликань
| ПІБ                           | Основні відомості                                                                                | Дата обрання | Дата звільнення |
| ----------------------------- | ------------------------------------------------------------------------------------------------ | ------------ | --------------- |
| Чекман Михайло Костянтинович  | Міський голова, 1946 року народження, освіта вища                                                | 28.03.1990   | 21.07.2001      |
| Приступа Микола Іванович      | Міський голова, 1959 року народження, освіта вища                                                | 10.11.2002   | 24.06.2006      |
| Мельник Сергій Іванович       | Міський голова, 1965 року народження, освіта вища, член Всеукраїнського об'єднання «Батьківщина» | 11.07.2006   | 21.11.2014      |
| Симчишин Олександр Сергійович | Міський голова, 1980 року народження, освіта вища, член Всеукраїнського об'єднання «Свобода»     | 21.11.2014   |                 |

Примітка: таблиця складена за даними джерела

### Депутати
За результатами місцевих виборів 2020 року:
- Кількість депутатських мандатів у раді: 42

#### За суб'єктами висування
| Суб'єкт висування                                       | Кількість обраних депутатів | %       |
| ------------------------------------------------------- | --------------------------- | ------- |
| Коаліція                                                |                             |         |
| Політична партія Команда Симчишина                      | 26                          | 57,17 % |
| Політична партія Всеукраїнське об'єднання «Батьківщина» | 4                           | 7,45 %  |
| Політична партія Європейська Солідарність               | 4                           | 7,18 %  |
| Опозиція                                                |                             |         |
| Політична партія Слуга народу                           | 4                           | 7,27 %  |
| Політична партія За майбутнє (партія)                   | 4                           | 6,65 %  |

## Медіа
Міській раді підпорядковане комунальне підприємство «Муніципальна телерадіокомпанія „Місто“».